# Milica Gardašević
Milica Gardašević, née le 28 août 1998 à Novi Sad, est une athlète serbe, spécialiste du saut en longueur.

## Biographie
Elle est sacrée championne d'Europe junior du saut en longueur en 2017 à Grosseto. En 2019, elle se classe troisième des championnats d'Europe espoirs.
En 2022, elle remporte le titre des Jeux méditerranéens avec la marque de 6,67 m, et se classe 7e des Championnats d'Europe à Munich.

## Palmarès

### International
| Date | Compétition                    | Lieu     | Résultat | Temps  |
| ---- | ------------------------------ | -------- | -------- | ------ |
| 2017 | Championnats d'Europe juniors  | Grosseto | 1re      | 6,46 m |
| 2019 | Championnats d'Europe espoirs  | Gävle    | 3e       | 6,43 m |
| 2022 | Championnats du monde en salle | Belgrade | 9e       | 6,59 m |
| 2022 | Jeux méditerranéens            | Oran     | 1re      | 6,67 m |
| 2022 | Championnats d'Europe          | Munich   | 7e       | 6,52 m |
| 2023 | Jeux européens                 | Chorzów  | 1re      | 6,82 m |
| 2024 | Championnats du monde en salle | Glasgow  | 6e       | 6,74 m |

### National
- Championnats de Serbie d'athlétisme :
  - Vainqueur en 2017, 2018, 2020, 2021 et 2022
- Championnats de Serbie d'athlétisme en salle :
  - Vainqueur en 2016, 2017, 2018, 2023, 2024

## Records
| Épreuve          | Épreuve      | Marque | Lieu     | Date            |
| ---------------- | ------------ | ------ | -------- | --------------- |
| Saut en longueur | En plein air | 6,91 m | Kraljevo | 23 juillet 2023 |
| Saut en longueur | En salle     | 6,90 m | Belgrade | 18 février 2023 |